# Borek, Havlíčkův Brod
Borek là một làng thuộc huyện Havlíčkův Brod, vùng Vysočina, Cộng hòa Séc.